# Atresia vaginale
L'atresia vaginale o agenesia vaginale è una malformazione congenita caratterizzata dall'assenza totale o parziale della vagina.

## Storia
La malformazione fu riscontrata da Mayer nel 1829, ma la definizione viene creata in seguito Küster nel 1910, e in seguito da Rokitansky, questo ha comportato alla nascita della sindrome denominata Rokitansky-Kuster-Hauser, che attualmente indica una forma particolare di agenesia vaginale, associata ad assenza dell'utero e presenza di ovaie funzionanti e genitali esterni (sindrome di Rokitansky).

## Epidemiologia
L'incidenza è stata stimata intorno ad 1 caso ogni 4 000-10 000 donne.

## Eziologia
Deriva dalla mancata canalizzazione del tratto terminale di dotti di Müller (da cui deriva, nella donna, l'apparato genitale), da cui deriva l'organo. Si manifesta generalmente alla pubertà poiché il sangue mestruale non riuscendo a defluire all'esterno, determina ematometro (sangue che si raccoglie in utero), ematosalpinge (sangue nelle tube), causando coliche addominali.  È generalmente associata ad altre malformazioni degli organi dell'apparato urogenitale.

## Diagnosi
Esami diagnostici utili sono l'ecografia e la laparoscopia.

## Terapia
Il trattamento è esclusivamente chirurgico, atto alla creazione di una neovagina. Tale procedura viene eseguita con l'utilizzo di diverse tecniche, fra cui quella del Vecchietti con la variante di Fedele, Busacca e Candiani, e la Abbé-McIndoe.